# Contea di Yichuan (Shaanxi)
La contea di Yichuan (宜川县S, Yíchuān XiànP) è una contea della Cina, situata nella provincia dello Shaanxi e amministrata dalla prefettura di Yan'an.